# Дачное (Сватовский район)
Дачное (укр. Дачне) — село, относится к Сватовскому району Луганской области Украины.
Население по переписи 2001 года составляло 10 человек. Почтовый индекс — 92605. Телефонный код — 6471. Занимает площадь 0,747 км².

## Местный совет
92600, Луганська обл., Сватівський р-н, м. Сватове, пл. 50-річчя Перемоги, 36  (укр.)